# Клопотання про захист моральних та матеріальних інтересів Каталонії
Див. також : Каталонський націоналізм, Національний день Каталонії, Війна за іспанський спадок, Арагонське королівство, Декрети Нуева Планта.
Клопотання про захист моральних та матеріальних інтересів Каталонії (ісп. Memoria en defensa de los intereses morales y materiales de Cataluña), більше відома за своєю коротшою назвою «Клопотання про захист» (кат. Memorial de Greuges, ісп. Memorial de Agravios), — звернення інтелігенції та буржуазії Каталонії до короля Іспанії Альфонсо XII у 1885 р. з вимогами відновити певні права каталонців. Згадка була представлена Жуакімом Рубіо-і-Осом (кат. Joaquim Rubió i Ors), відомим каталонським письменником тієї епохи, її було написано у зв'язку з проектом комерційної угоди між Іспанією та Великою Британією та пропозиціями уніфікувати цивільне право Іспанії. «Клопотання про захист» вважається першим сучасним проявом каталонського національного руху у правовому полі Іспанії. Принципи «Клопотання про захист» були покладені в основу «Манрезьких принципів» (кат. Bases de Manresa), опублікованих у 1892 р., які у свою чергу стали основою Статуту автономії Каталонії.